# Hexametafosforečnan sodný
Hexametafosforečnan sodný je hexamerní anorganická sloučenina se vzorcem (NaPO3)6. Volně prodávaný hexametafosforečnan sodný je obvykle směsí různých polymetafosforečnanů, a přesněji by se tak měl nazývat polymetafosforečnan sodný.

## Výroba
Hexametafosforečnan sodný se vyrábí zahříváním fosforečnanu sodného za vzniku difosforečnanu,
2 NaH2PO4 → Na2H2P2O7 + H2O
který je dále zahříván za tvorby hexametafosforečnanu.
3 Na2H2P2O7 → (NaPO3)6 + 3 H2O
Výsledný produkt je poté prudce ochlazen.

## Reakce
Hexametafosforečnan sodný ve vodných roztocích, obzvláště okyselených, hydrolyzuje na trimetafosforečnan sodný a fosforečnan sodný.

## Použití
Hexametafosforečnan sodný funguje jako sekvestrant a používá se takto v mnoha oblastech, například v potravinářství, kde se označuje jako E 452i. Někdy se do něj za účelem zvýšení pH přidává uhličitan sodný, takovéto směsi se používají na odstraňování tvrdosti vody a jako detergenty.
Hexametafosforečnan sodný má využití jako vločkovací činidlo při výrobě keramiky. Také se používá v zubních pastách, kde napomáhá předcházení zubnímu kameni.

### V potravinářství
V potravinářství slouží hexametafosforečnan sodný jako emulgátor. Přidává se například do javorových sirupů, šlehačky a piva.

## Historie
Kyselinu hexametafosforečnanovou pojmenoval (ovšem nesprávně identifikoval) v roce 1849 německý chemik Theodor Fleitmann. V roce 1956 byly pomocí chromatografie na tenké vrstvě zanalyzovány produkty hydrolýzy Grahamovy soli (polyfosforečnanu sodného), výsledky ukazovaly na přítomnost více než čtyřčlenných cyklických polyfosforečnanů; tento objev byl potvrzen v roce 1961. Roku 1963 připravili Erich Thilo a Ulrich Schülke hexametafosforečnan sodný zahříváním bezvodého trimetafosforečnanu sodného.